# ウパシカルセト
ウパシカルセト（Upacicalcet）は、透析患者の二次性副甲状腺機能亢進症（SHPT）の治療に用いられる医薬品である。日本では2021年6月に承認された。薬剤は静脈内投与される。有効成分は、そのナトリウム塩の形で使用される。

## 効能・効果
血液透析下の二次性副甲状腺機能亢進症

## 副作用
重大な副作用は、
- 低カルシウム血症（5.7%）
- QT延長（1.3%）

とされている。

## 作用機序
ウパシカルセトは、副甲状腺細胞のカルシウム感知受容体に作用して、パラトルモンの排泄を直接阻害する物質群であるカルシウム受容体作動薬の低分子化合物である。副甲状腺ホルモンは血漿中のカルシウム濃度を調節して、体内組織のカルシウムの恒常性（カルシウムバランス）を維持している。

## 研究
有効性と安全性については、154名のSHPT患者を対象とした多施設共同無作為化二重盲検偽薬対照第III相試験で検討された。ウパシカルセトまたは偽薬を週3回、其々血液透析の終了時に投与した。その後、24週間の治療期間中、血清中の副甲状腺ホルモン（iPTH）の濃度を日本のガイドラインで推奨されている濃度範囲内に維持するために、3週間毎に投与量が調整された。主要評価項目は、22～24週目に平均iPTH値が60～240pg/mLを達成した患者の割合であった。
ウパシカルセトの主要評価項目は、偽薬に比べて有意に高かった（67.0％対8.0％）。ウパシカルセトは、偽薬と比較して、iPTHとcCa（補正カルシウム値）を有意に減少させた。血清リン酸塩については、両群間に統計学的な有意差は認められなかったが、ウパシカルセト群では低下する傾向が見られた。低カルシウム血症はいずれのグループにも発生しなかった。

## 参考資料
1. ↑  “二次性副甲状腺機能亢進症治療薬「ウパシタ®静注透析用シリンジ」の製造販売承認取得およびコ・プロモーション契約締結に関するお知らせ”. キッセイ薬品工業株式会社. 2021年11月29日閲覧。
2. ↑  “ウパシタ静注透析用25μgシリンジ／ウパシタ静注透析用50μgシリンジ／ウパシタ静注透析用100μgシリンジ／ウパシタ静注透析用150μgシリンジ／ウパシタ静注透析用200μgシリンジ／ウパシタ静注透析用250μgシリンジ／ウパシタ静注透析用300μgシリンジ 添付文書”. www.info.pmda.go.jp. 2021年11月29日閲覧。
3. 1 2  T. Akizawa; D. Honda; M. Taniguchi; F. Koiwa (2020年), "Efficacy and Safety of Upacicalcet in Hemodialysis Patients with Secondary Hyperparathyroidism: A Phase 3 Study", Journal of the American Society of Nephrology (ドイツ語), vol. 31, pp. 6–7